# الفطيرة الأمريكية:منزل بيتا

الفطيرة الأمريكية:منزل بيتا (بالإنجليزية: American Pie Presents: Beta House)‏ هو فيلم كوميدي في سنة 2007، وتم تصويره في تورونتو وهاملتون (بعض المشاهد في جامعة ماكماستر)، أونتاريو، هذا الفيلم هو الثالث في سلسلة أفلام الفطيرة الأمريكية الزمن الحاضر.
تدول أحداث الفيلم عن شباب مراهقين يسعود لقضاء حاجتهم الجنسية ويقوم الطالب الجديد بالانضمام إلى فريق بيتا هاوس وتحدث أيضا مسابقات بينهم وبين الفريق الثاني وفي النهاية ينتصر بيتا هاوس

## روابط خارجية
- الفطيرة الأمريكية:منزل بيتا على موقع IMDb (الإنجليزية)
- الفطيرة الأمريكية:منزل بيتا على موقع روتن توميتوز (الإنجليزية)
- الفطيرة الأمريكية:منزل بيتا على موقع نتفليكس (الإنجليزية)
- الفطيرة الأمريكية:منزل بيتا على موقع قاعدة بيانات الأفلام العربية
- الفطيرة الأمريكية:منزل بيتا على موقع ألو سيني (الفرنسية)
- الفطيرة الأمريكية:منزل بيتا على موقع Turner Classic Movies (الإنجليزية)
- الفطيرة الأمريكية:منزل بيتا على موقع أول موفي (الإنجليزية)
- الفطيرة الأمريكية:منزل بيتا على موقع فيلمافينيتي (الإسبانية)
- الفطيرة الأمريكية:منزل بيتا على موقع قاعدة بيانات الأفلام السويدية (السويدية)
- الفطيرة الأمريكية:منزل بيتا على موقع قاعدة بيانات الفيلم (الإنجليزية)